# Ityphilus boteltobogensis
Ityphilus boteltobogensis är en mångfotingart som först beskrevs av Wang 1955.  Ityphilus boteltobogensis ingår i släktet Ityphilus och familjen Ballophilidae. Inga underarter finns listade i Catalogue of Life.